# Guts World Tour
Guts World Tour fue la segunda gira musical de la cantante y compositora estadounidense Olivia Rodrigo, con el fin de promocionar su segundo álbum de estudio Guts (2023). Comenzó el 23 de febrero de 2024 en Palm Desert, Estados Unidos y concluyó el 3 de agosto de 2025 en Montreal, Canadá, comprendiendo 119 fechas a través de América del Norte, Europa, Asia, Oceanía y América del Sur. The Breeders, Chappell Roan, PinkPantheress, Remi Wolf, Benee, St. Vincent y Beabadoobee fungieron como actos de apertura.
Es la primera gira en arenas de Rodrigo, debido a que en su gira debut se realizaron presentaciones en recintos de capacidad íntima, tales como teatros y auditorios. Siguiendo las temáticas presentadas en el álbum, la naturaleza del recital está fuertemente inspirada en música inclinada a la escena rock, especialmente a conciertos en vivo de bandas de girl rock y riot grrrl. Una breve extensión de la gira para el 2025 denominada como GUTS World Tour: Spilled tuvo fechas en festivales y estadios.
La gira ha recibido elogios por parte de los críticos musicales, quienes han destacado la presencia escénica de Rodrigo, así como la estructura del espectáculo. De la misma manera, ha experimentado un notorio éxito comercial al ser atendida por aproximadamente 1.4 millones de espectadores y recaudar más de 184.6 millones USD a través de 95 fechas, convirtiéndose además en la gira más prolífera realizada por un acto nacido en el siglo XXI. Los conciertos de agosto de 2024 en el Intuit Dome de Inglewood fueron filmados para un especial televisivo, el cual fue estrenado el 29 de octubre de 2024 en Netflix.

## Antecedentes
En 2022, Rodrigo se embarcó en la gira musical Sour Tour para promover su álbum debut Sour (2021), la cual conformó 49 fechas repartidas en América del Norte y Europa. Dicha gira se realizó en pequeñas salas de conciertos, ocasionando rápidas ventas de boletaje y superación de la demanda a la oferta. La cantante indicó que la elección de recintos de capacidad íntima se debería a que «no [le] gustaría saltarse ningún paso» de su carrera, asegurando además a sus fanáticos que «vendrían más giras en el futuro».
Tras el lanzamiento del segundo álbum Guts, la gira y su respectiva fecha de inicio fueron insinuadas en el video oficial de la letra del tema «Making the Bed» como huevo de Pascua. Rodrigo declaró que escribía el álbum «pensando en una gira [...] con temas en los que [ella] quería que la gente cantara alocadamente». El 13 de septiembre de 2023, 57 fechas de la gira con etapas norteamericanas y europea fueron anunciadas formalmente a través de las redes sociales oficiales de Rodrigo, después de publicaciones crípticas en los portales comunicativos de los pabellones agendados para los recitales.
18 fechas adicionales fueron añadidas en distintas ciudades el 15 de septiembre de 2023 debido a una «demanda sin precedentes», de las que en Nueva York, Londres e Inglewood se ofertaron dos nuevas fechas, resultando en un total de cuatro recitales en cada una. Cuatro días más tarde, se agendaron segundas fechas para las ciudades de Amberes y Lisboa como consecuencia de una «increíble demanda», y un cambio de recinto de mayor capacidad en el área metropolitana de Oslo.

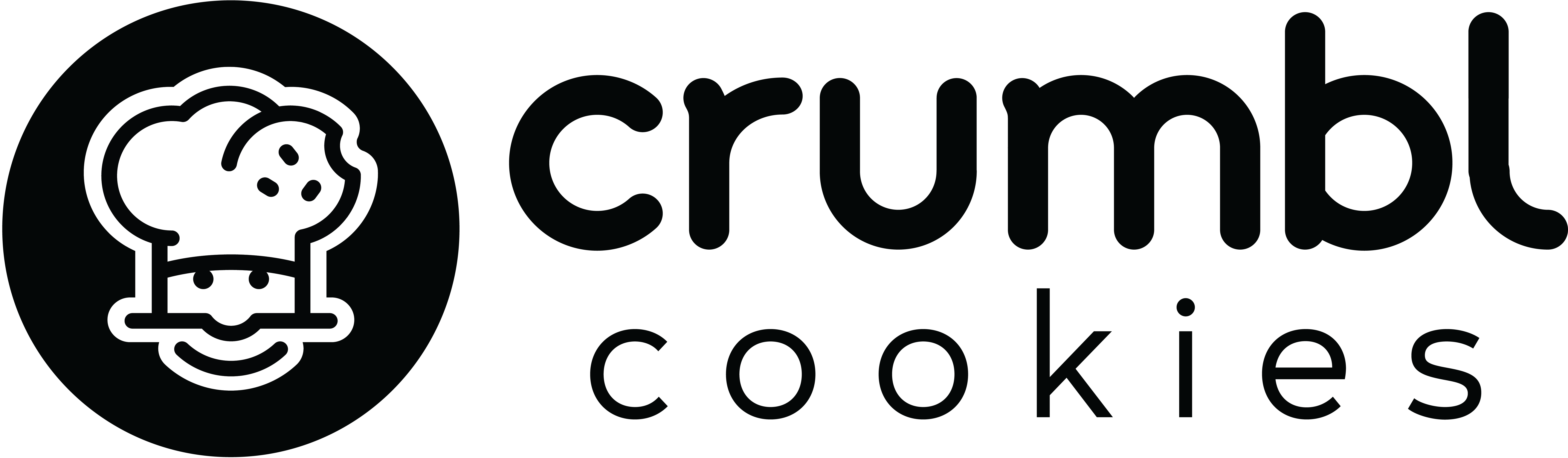
La gira musical fue promocionada por Crumbl Cookies, quienes vendieron cajas temáticas en Norteamérica.

De manera previa, Rodrigo realizaría un concierto exclusivo el 9 de octubre de 2023 en Los Angeles Theatre at Ace Hotel para interpretar su álbum Guts, del que las ganancias recaudadas serían donadas a Fund 4 Good, la organización sin ánimo de lucro de la cantante. El recital sería transmitido a través del canal oficial de YouTube de Rodrigo, contando con material inédito sobre la composición de cada tema del álbum. Por otra parte, la cadena de repostería Crumbl Cookies lanzó una galleta temática en honor a la gira, la cual estaría disponible en tiendas locales de los Estados Unidos durante los recitales realizados en el país.
El 8 de mayo de 2024, se anunciaron nueve fechas adicionales, con cinco siendo correspondientes a países de Asia, mientras las cuatro restantes repartidas entre las ciudades australianas de Melbourne y Sídney, con dos recitales agendados en cada una y con la cantante neozelandesa Benee como acto de apertura. El 15 de mayo se añadieron dos fechas adicionales tanto en Melbourne como en Sídney, totalizando cuatro conciertos en cada ciudad. A los siguientes días, segundos recitales fueron agregados en Seúl, Bangkok y Singapur después de las primeras fechas agotarse durante la fase de preventa.
Dos fechas adicionales para llevarse a cabo en el recién inaugurado Intuit Dome de Inglewood el 20 y 21 de agosto de 2024 fueron anunciadas el 17 de junio, sumando seis espectáculos en total para la ciudad. Días más tarde, una segunda fecha en Tokio fue añadida, mientras que el 10 de septiembre de 2024 se reveló una fecha en Bocaue como parte de la etapa asiática de la gira. Los dos recitales reagendados en Mánchester fueron anunciados el 10 de octubre después de tener que ser pospuestos de sus fechas originales, debido a problemas técnicos presentados en el recinto Co-op Live.
El 12 de noviembre de 2024 fueron anunciadas tres fechas en Curitiba, Ciudad de México y Dublín. Los conciertos serían promocionados como «Guts World Tour: Spilled», realizándose en estadios y contando con la participación de St. Vincent y Beabadoobee como teloneras. Una semana más tarde, una segunda fecha en la Ciudad de México fue añadida debido a la alta demanda registrada durante la venta general de la primera.

## Venta de tickets
A la par con el anuncio de la gira, se dio a conocer que la modalidad de boletaje se realizaría mediante el sistema Verified Fan de la plataforma Ticketmaster, por lo que ventas iniciales para el público en general no se llevarían a cabo. Los fanáticos realizarían el proceso de registro, el cual estaría abierto en un periodo abarcado del 13 al 17 de septiembre de 2023 para obtener códigos de acceso a la venta del día 21 de septiembre, mientras que miembros cuentahabientes de American Express tendrían una preventa Early Access el 20 de septiembre.
Por su parte, la gira contaría con el programa estratégico denominado «Silver Star Tickets», el cual ofertaría un número limitado de entradas disponibles a $20 dólares. Dichas localidades sólo podrían ser adquiridas en parejas y únicamente dos por orden de compra, con la cantidad total incluyendo los costos por cargo y comisiones.
De acuerdo a Ticketmaster, la demanda superó «masivamente» a la oferta y aseguró que los recitales adicionales no serían suficientes para que todo el público lograra conseguir entradas. Respecto a ello, implementó el envío de entradas 72 horas antes de los respectivos conciertos como nueva política de boletaje, con el fin de «reducir dificultades hacia los fanáticos» y «combatir la reventa».
El 15 de septiembre de 2023, Rodrigo anunció 18 fechas adicionales en Norteamérica y Europa debido a la abrumadora demanda. Cuatro días después, se añadieron segundos conciertos en Lisboa y Amberes debido a la increíble demanda, así como una mejora de recinto para el concierto en Oslo. El 15 de mayo de 2024, se anunciaron dos conciertos adicionales en Sídney y Melbourne, mientras que en los días siguientes, se añadieron segundas fechas en Seúl, Bangkok y Singapur tras agotarse las entradas de los primeros conciertos en la preventa. El 17 de junio de 2024, se anunciaron dos fechas adicionales para Inglewood, que se celebrarían los días 20 y 21 de agosto en el flamante Intuit Dome, lo que eleva el total a seis conciertos en la ciudad. Un par de días después, se añadió un segundo concierto en Tokio. Debido a la gran demanda, se agregó una segunda fecha en el Estadio GNP Seguros de la Ciudad de México para la etapa Spilled el 19 de noviembre.

## Escenificación y producción
El diseño del escenario se extiende hacia la audiencia de manera diagonal con dos pasarelas en cada extremo, un espacio en donde su banda musical se encuentra visible a través del concierto, y una pantalla digital abarcando la altura y longitud detrás de la escenificación. La producción también incluye elementos como múltiples locaciones de cámaras, una plataforma colgante elevable en forma de media luna, y bloques móviles que emergen en el centro del escenario.

### Sinopsis del concierto

#### 2024
La palabra Guts es proyectada en las pantallas del escenario en forma de velas de cumpleaños, las cuales se van derritiendo progresivamente hasta iniciar el espectáculo, el cual tiene una duración aproximada de una hora con treinta minutos. Un video introductorio en blanco y negro muestra a Rodrigo corriendo desesperadamente a través de un largo pasillo desolado, para llegar a golpear la puerta de una habitación con los anillos que deletrean el título del álbum y que utilizó en la portada del mismo. La cantante aparece en escena para interpretar «Bad Idea Right?» acompañada de su banda musical, prosiguiendo con «Ballad of a Homeschooled Girl». Antes de interpretar «Vampire», la tercera canción del repertorio, Rodrigo otorga una breve bienvenida a la audiencia, continuando con la presentación de «Traitor», seguida de los temas «Drivers License» y «Teenage Dream» en piano.

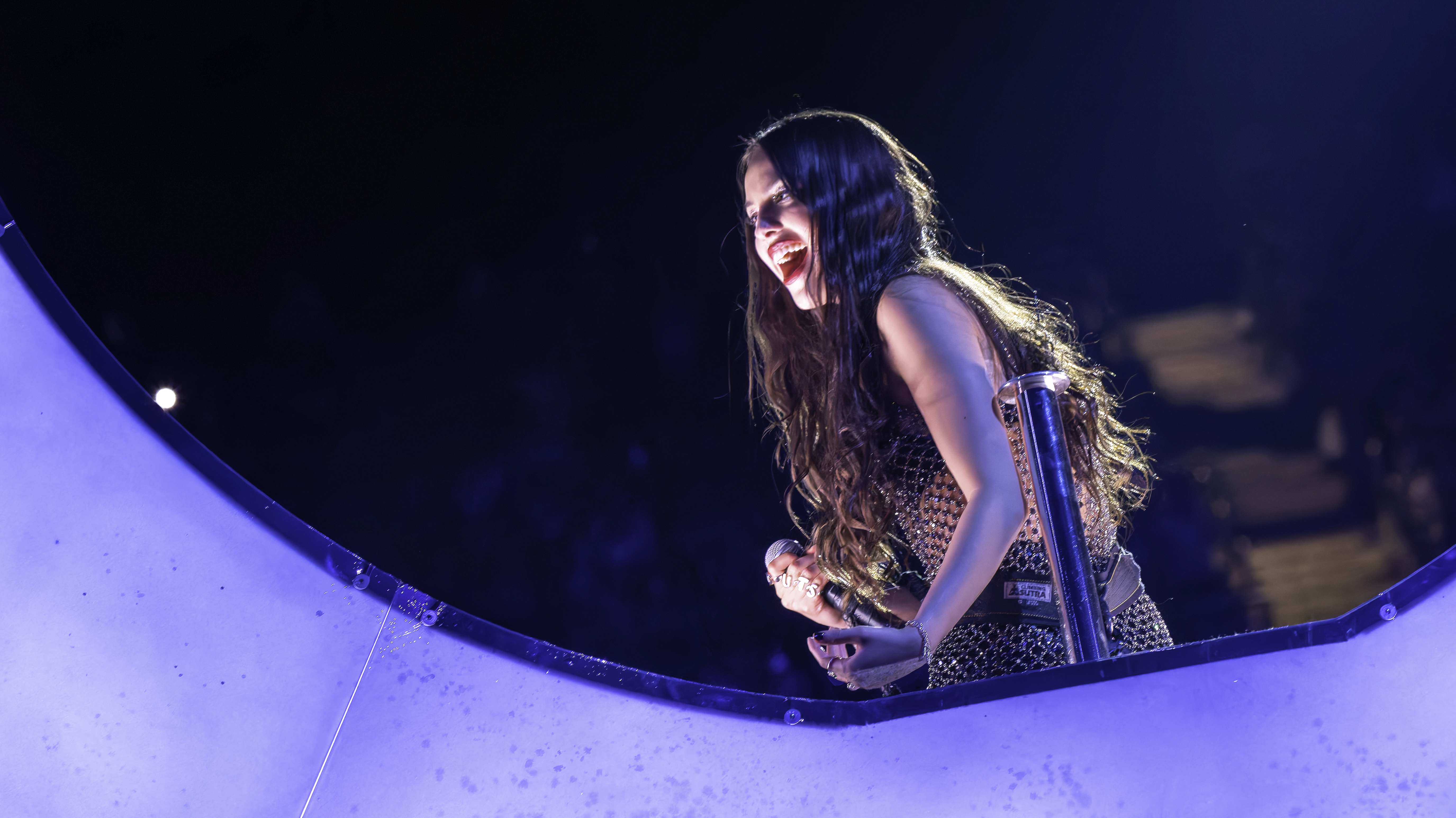
Rodrigo interpretando "Logical" en la O_{2} Arena en Londres el 15 de mayo de 2024

Rodrigo realiza un cambio de vestuario antes de interpretar «Pretty Isn't Pretty» y «Love is Embarrasing», las cuales presenta con una coreografía junto a sus bailarinas. El recital continúa con Rodrigo recostada encima de un bloque emergente para «Making the Bed», precediendo a «Logical» y «Enough for You», las cuales son interpretadas en la plataforma en forma de media luna que recorre por encima del público y en un nuevo vestuario adicional. «Lacy» es representada con Rodrigo sobre una tarima circular retráctil, en la que las bailarinas efectúan coreografías alrededor de la estructura.
Para la presentación de «Jealousy, Jealousy», Rodrigo baja del escenario y se acerca a los fanáticos que se encuentran en la barricada del recinto, mientras que en «Happier» y «Favorite Crime» regresa a la escenificación para interpretar los temas en guitarra acústica, ejecutada por su banda musical. Para «Deja Vu», Rodrigo solicita interacciones musicales enérgicas a los asistentes, mientras que el estado de animo es nuevamente reducido con «The Grudge».
«Brutal» muestra a Rodrigo en otra indumentaria complementaria, con la que interpreta «Obsessed» mientras ella misma toca la guitarra eléctrica. «All-American Bitch» es representada irreverentemente antes de culminar el concierto, con un encore comprendiendo los éxitos «Good 4 U» y «Get Him Back!», mostrando a Rodrigo ataviada en una camisa referenciando al tema «Just a Girl» de la agrupación No Doubt, y utilizando un megáfono de color rojo.

#### 2025
El concierto en la etapa Spilled presenta un repertorio reajustado casi idéntico que abarca la mayor parte del álbum Guts, con la excepción de "Making the Bed", "Logical" y "The Grudge", mientras que incorpora permanentemente la canción de lujo "So American". El concierto comienza con un gráfico que muestra a Rodrigo haciendo slackline e intentando atrapar una mariposa morada frente a un fondo negro antes de caerse de la cuerda, solo para aparecer en el escenario para comenzar el concierto con "Obsessed" tocada en guitarra eléctrica. Después de interpretar "Ballad of a Homeschooled Girl" y "Vampire", Rodrigo da la bienvenida al público y procede a cantar "Drivers License" y "Traitor" al piano. Luego tiene otra breve charla con el público como introducción a "Bad Idea Right?", luego "Love Is Embarrassing" acompañada de su rutina coreográfica.
«Pretty Isn't Pretty» continúa con su repertorio y luego una interpretación con banda completa de «Happier».  Rodrigo interpreta «Lacy» en medio del círculo retráctil mientras los bailarines realizan la coreografía adicional con largas cintas de tela que rodean la estructura. Después, toca «Enough For You» con una guitarra eléctrica en medio de la pasarela del escenario, donde se queda para cantar «So American».Durante un intermedio musical, Rodrigo presenta a los miembros de su banda, quienes de repente empiezan a tocar «Jealousy, Jealousy»; ella interpreta la canción sobre un bloque de vidrio transparente donde escribe «I ♡ U» con lápiz labial rojo.
Un segundo video interludio muestra a Rodrigo flotando bajo el agua en medio de un océano púrpura, transformándose en una niebla lavanda que da paso a "Favorite Crime".  En la transición a "Teenage Dream", las pantallas muestran un pastel de cumpleaños ardiendo junto a las velas, seguido de una presentación de "Deja Vu" con el conjunto de bailarines. Un tercer y último video interludio preludia el encore, donde Rodrigo enciende un anillo de fuego a su alrededor mientras las guitarristas Emily Rosenfield y Daisy Spencer tocan notas fuertes de guitarra eléctrica en el escenario. Rodrigo reaparece para cantar "Brutal", "All-American Bitch" y "Good 4 U". El concierto termina con Rodrigo interpretando "Get Him Back!" en lo alto de una pequeña torre de luces usando el megáfono rojo, mientras se lanza confeti desde el escenario y todo el equipo se despide.

## Recepción crítica
La gira ha sido elogiada por críticos especialistas de la música y el ámbito de entretenimiento. ABC News clasificó a la gira como una de las mejores y más grandes del 2024. Tomás Mier de Rolling Stone declaró que «Rodrigo ha cementado su posición en la cultura popular como la artista definitoria de una generación. Ya sea como una superestrella, y como una ídolo llena de energía que apenas está en el comienzo su carrera». Niki Kottman de The Desert Sun comentó que el concierto muestra los distintos talentos de Rodrigo, además del canto y la composición.
En su reseña para The New York Times, Jon Caramanica celebró la presencia escénica de la cantante, la cual describió como «perfección y el orden de teatro musical a los temas pop-punk y baladas en piano que se intercalan entre sí». Eric Fuller de Forbes elogió a Rodrigo por su «abundante energía», similarmente a Chris Willman de Variety, quien aclamó a la intérprete por ser «tanto equitativa y como competentemente talentosa en distintas áreas».
Mikael Wood de Los Angeles Times enalteció la capacidad vocal de Rodrigo debido a que «no dejó que la producción del espectáculo opacara su interpretación». Philip Cosores de Uproxx escribió que la cantante «se está estableciendo como una artista con la que una generación crecerá, mientras que otras la podrán apreciar con un sentido de nostalgia y camaradería», mientras que Ed Masley de The Arizona Republic indicó que «si alguien está manteniendo el rock vivo en el 2024, estoy muy feliz de haber ido a su concierto».
La etapa europea de la gira recibió críticas positivas. Nicole Glenonn, del Irish Examiner, calificó el primer concierto en Dublín con una calificación de cinco estrellas, aplaudiendo a la banda femenina y al equipo de baile que acompañó a Rodrigo, y elogiando la confianza y el carisma de la cantante, calificándolos de "palpables".  Annie McNamee, de The Big Issue, nombró a Rodrigo "la portavoz definitiva de la generación Z" tras los conciertos en Glasgow, y escribió que "su éxito se basó en su comprensión de una verdad fundamental: nunca, bajo ninguna circunstancia, se debe subestimar la ira justificada de una adolescente".
La residencia de cuatro fechas en el O2 Arena de Londres también tuvo una excelente acogida en los medios británicos. Thomas Smith, de NME, y El Hunt, del Evening Standard, coincidieron en que Rodrigo «sin duda ha hecho cosas más grandes y mejores» desde su gira debut, y que la serie de conciertos actual a menudo se sentía «como un concierto de Grandes Éxitos en lugar de su primera gira en estadios». Mitch Stevens escribió para The Line of Best Fit que Rodrigo «es capaz de servir de conducto para expresar aquello que no se puede comunicar sin una respuesta visceral». Harvey Marwood concluyó en su reseña de Clash que «la combinación de música romántica cercana y a veces enojada con una más emotiva» se entrelazaba para crear el «concierto perfecto».

## Filantropía y activismo
Durante la primera fecha de la gira, Rodrigo dio a conocer más acerca de su fundación, Fund 4 Good, y su apoyo a los derechos reproductivos de la mujer a través de su cuenta oficial de Instagram. La cantante anunció que la fundación apoyaría directamente a otras organizaciones sin ánimo de lucro que apoyaran la educación femenina, respalden los derechos reproductivos y promuevan la lucha en contra de la violencia de género. Rodrigo también reveló que parte de las ganancias recaudadas en las entradas de la gira serían destinadas a Fund 4 Good, así también a la Red Nacional de Fundaciones Proelección de Estados Unidos.
En la fecha del 12 de marzo de 2024 en San Luis, anticonceptivos y preservativos fueron repartidos gratuitamente a los asistentes del recital que estuvieran interesados en adquirir uno de dichos métodos, esto debido a la ciudad ser perteneciente al estado de Misuri, en el cual el aborto está penalizado. La Fundación Proelección de Misuri, la cual otorga asistencia económica a quienes no puedan financiar el proceso abortivo completo, agradeció directamente a Rodrigo por trabajar en sincronía con la entidad.

## Película de concierto
El 2 de octubre, Rodrigo anunció el lanzamiento de la película de concierto de la gira titulada Olivia Rodrigo: Guts World Tour, siendo filmada durante sus presentaciones el 20 y 21 de agosto de 2024 en el Intuit Dome. Su estreno se llevó a cabo el 29 de octubre del mismo año a través de Netflix.

## Reconocimientos
| Organización                    | Año  | Categoría                              | Resultado | Ref.   |
| ------------------------------- | ---- | -------------------------------------- | --------- | ------ |
| Nickelodeon Kids' Choice Awards | 2024 | Ticket favorito del año                | Nominada  | [ 89 ] |
| Billboard                       | 2024 | Artista de gira del año de Billboard   | Ganadora  | [ 90 ] |
| Hollywood Music In Media Awards | 2024 | Concierto en vivo para medios visuales | Ganadora  | [ 91 ] |
| Pollstar Awards                 | 2025 | Tour más grande del año                | Nominada  | [ 92 ] |
| Pollstar Awards                 | 2025 | Tour Pop del año                       | Nominada  | [ 92 ] |
| Pollstar Awards                 | 2025 | Invitado especial/de apoyo del año     | Ganadora  | [ 92 ] |
| iHeartRadio Music Awards        | 2025 | Estilo favorito de tour                | Nominada  | [ 93 ] |
| iHeartRadio Music Awards        | 2025 | Tradición favorita de tour             | Nominada  | [ 93 ] |
| iHeartRadio Music Awards        | 2025 | En pantalla favorita                   | Nominada  | [ 93 ] |
| iHeartRadio Music Awards        | 2025 | Invitado sorpresa favorito             | Nominada  | [ 93 ] |
| iHeartRadio Music Awards        | 2025 | Fotógrafo de tour favorito             | Nominada  | [ 93 ] |

## Repertorio

### 2024
El siguiente listado representa la lista de canciones interpretadas durante el 23 de febrero de 2024 en Palm Desert, y no representa en la totalidad de la gira:
1. «Bad Idea Right?»
2. «Ballad of a Homeschooled Girl»
3. «Vampire»
4. «Traitor»
5. «Drivers License»
6. «Teenage Dream»
7. «Pretty Isn't Pretty»
8. «Love is Embarrasing»
9. «Making the Bed»
10. «Logical»
11. «Enough for You»
12. «Lacy»
13. «Jealousy, Jealousy»
14. «Happier»
15. «Favorite Crime»
16. «Deja Vu»
17. «The Grudge»
18. «Brutal»
19. «Obsessed»
20. «All-American Bitch»

Encore
1. «Good 4 U»
2. «Get Him Back!»

| Observaciones |
| --- |
| - A partir del recital en Miami del 6 de marzo de 2024, «Can't Catch Me Now» fue añadido al repertorio e interpretado después de «Jealousy, Jealousy». - Durante el recital en Nashville del 9 de marzo de 2024, Sheryl Crow interpretó junto a Rodrigo el tema «If It Makes You Happy» como invitada especial. - Durante el primer recital en Nueva York el 5 de abril de 2024, Noah Kahan interpretó junto a Rodrigo el tema «Stick Season» como invitado especial. - Durante el cuarto recital en Nueva York el 9 de abril de 2024, Jewel interpretó junto a Rodrigo el tema «You Were Meant for Me» como invitada especial. - A partir del primer recital en Dublín el 30 de abril de 2024, «So American» fue añadido al repertorio e interpretado después de «Lacy». - A partir del segundo recital en Dublín el 1 de mayo de 2024, «Can't Catch Me Now» fue removido del repertorio. - Durante el tercer recital en Londres el 17 de mayo de 2024, Lily Allen interpretó junto a Rodrigo el tema «Smile» como invitada especial. - Durante el recital en Lexington el 24 de julio de 2024, Tyler Childers junto a Rodrigo interpretaron el tema «All Your'n» - Durante el quinto concierto en Inglewood el 20 de agosto de 2024, Chappell Roan interpretó junto a Rodrigo el tema «Hot to Go!» como invitada especial. - A partir del segundo show en Melbourne el 10 de octubre de 2024, «All I Want» se agregó a la lista de canciones después de «Favorite Crime». |

### 2025
El siguiente listado representa la lista de canciones interpretadas durante el 26 de marzo de 2025 en Curitiba, y no representa en la totalidad de la gira:
1. «Obsessed»
2. «Ballad of a Homeschooled Girl»
3. «Vampire»
4. «Drivers License»
5. «Traitor»
6. «Bad Idea Right?»
7. «Love Is Embarrassing»
8. «Pretty Isn't Pretty»
9. «Happier»
10. «Lacy»
11. «Enough For You»
12. «So American»
13. «Jealousy, Jealousy»
14. «Favorite Crime»
15. «Teenage Dream»
16. «Deja Vu»
Encore
17. «Brutal»
18. «All-American Bitch»
19. «Good 4 U»
20. «Get Him Back!»

| Observaciones |
| --- |
| - Durante el concierto de Guts Spilled en Dublín el 24 de junio de 2025, Rodrigo interpretó una versión de «I Love You» de Fontaines D.C. - Durante los conciertos en Mánchester, Rodrigo volvió a añadir «All I Want», «The Grudge» y «Can't Catch Me Now» al repertorio. |

## Fechas
| Fecha (2024)             | Ciudad              | País              | Recinto                  | Telonero(s)       | Asistencia        | Recaudación (en USD) |
| América del Norte        | América del Norte   | América del Norte | América del Norte        | América del Norte | América del Norte | América del Norte    |
| ------------------------ | ------------------- | ----------------- | ------------------------ | ----------------- | ----------------- | -------------------- |
| 23 de febrero de 2024    | Palm Desert         | Estados Unidos    | Acrisure Arena           | Chapell Roan      | 10,007 / 10,007   | $1,932,901           |
| 24 de febrero de 2024    | Phoenix             | Estados Unidos    | Footprint Center         | Chapell Roan      | 13,209 / 13,209   | $2,351,767           |
| 27 de febrero de 2024    | Houston             | Estados Unidos    | Toyota Center            | Chapell Roan      | 13,180 / 13,180   | $2,193,430           |
| 28 de febrero de 2024    | Austin              | Estados Unidos    | Moody Center             | Chapell Roan      | 12,131 / 12,131   | $1,651,162           |
| 1 de marzo de 2024       | Dallas              | Estados Unidos    | American Airlines Center | Chapell Roan      | 14,416 / 14,416   | $2,430,009           |
| 2 de marzo de 2024       | Nueva Orleans       | Estados Unidos    | Smoothie King Center     | Chapell Roan      | 13,124 / 13,124   | $1,925,062           |
| 5 de marzo de 2024       | Orlando             | Estados Unidos    | Kia Center               | Chapell Roan      | 13,628 / 13,628   | $1,820,488           |
| 6 de marzo de 2024       | Miami               | Estados Unidos    | Kaseya Center            | Chapell Roan      | 13,665 / 13,665   | $2,253,713           |
| 8 de marzo de 2024       | Charlotte           | Estados Unidos    | Spectrum Center          | Chapell Roan      | 14,871 / 14,871   | $2,195,950           |
| 9 de marzo de 2024       | Nashville           | Estados Unidos    | Bridgestone Arena        | Chapell Roan      | 15,166 / 15,166   | $1,989,296           |
| 12 de marzo de 2024      | San Luis            | Estados Unidos    | Enterprise Center        | Chapell Roan      | 13,451 / 13,451   | $1,896,567           |
| 13 de marzo de 2024      | Omaha               | Estados Unidos    | CHI Health Center        | Chapell Roan      | 14,385 / 14,385   | $1,881,526           |
| 15 de marzo de 2024      | Saint Paul          | Estados Unidos    | Xcel Energy Center       | Chapell Roan      | 14,871 / 14,871   | $2,121,469           |
| 16 de marzo de 2024      | Milwaukee           | Estados Unidos    | Fiserv Forum             | Chapell Roan      | 12,160 / 12,160   | $1,792,167           |
| 19 de marzo de 2024      | Chicago             | Estados Unidos    | United Center            | Chapell Roan      | 29,987 / 29,987   | $4,998,707           |
| 20 de marzo de 2024      | Chicago             | Estados Unidos    | United Center            | Chapell Roan      | 29,987 / 29,987   | $4,998,707           |
| 22 de marzo de 2024      | Columbus            | Estados Unidos    | Nationwide Arena         | Chapell Roan      | 14,468 / 14,468   | $2,302,842           |
| 23 de marzo de 2024      | Detroit             | Estados Unidos    | Little Caesars Arena     | Chapell Roan      | 15,603 / 15,603   | $1,879,164           |
| 26 de marzo de 2024      | Montreal            | Canadá            | Centre Bell              | Chapell Roan      | 31,556 / 31,556   | $3,829,205           |
| 27 de marzo de 2024      | Montreal            | Canadá            | Centre Bell              | Chapell Roan      | 31,556 / 31,556   | $3,829,205           |
| 29 de marzo de 2024      | Toronto             | Canadá            | Scotiabank Arena         | Chapell Roan      | 32,280 / 32,280   | $3,859,134           |
| 30 de marzo de 2024      | Toronto             | Canadá            | Scotiabank Arena         | Chapell Roan      | 32,280 / 32,280   | $3,859,134           |
| 1 de abril de 2024       | Boston              | Estados Unidos    | TD Garden                | Chapell Roan      | 28,108 / 28,108   | $4,789,154           |
| 2 de abril de 2024       | Boston              | Estados Unidos    | TD Garden                | Chapell Roan      | 28,108 / 28,108   | $4,789,154           |
| 5 de abril de 2024       | Nueva York          | Estados Unidos    | Madison Square Garden    | The Breeders      | 57,943 / 57,943   | $7,754,249           |
| 6 de abril de 2024       | Nueva York          | Estados Unidos    | Madison Square Garden    | The Breeders      | 57,943 / 57,943   | $7,754,249           |
| 8 de abril de 2024       | Nueva York          | Estados Unidos    | Madison Square Garden    | The Breeders      | 57,943 / 57,943   | $7,754,249           |
| 9 de abril de 2024       | Nueva York          | Estados Unidos    | Madison Square Garden    | The Breeders      | 57,943 / 57,943   | $7,754,249           |
| Europa                   |                     |                   |                          |                   |                   |                      |
| 30 de abril de 2024      | Dublín              | Irlanda           | 3Arena                   | Remi Wolf         | 25,140 / 25,140   | $2,312,837           |
| 1 de mayo de 2024        | Dublín              | Irlanda           | 3Arena                   | Remi Wolf         | 25,140 / 25,140   | $2,312,837           |
| 7 de mayo de 2024        | Glasgow             | Reino Unido       | OVO Hydro                | Remi Wolf         | 26,981 / 26,981   | $3,276,742           |
| 8 de mayo de 2024        | Glasgow             | Reino Unido       | OVO Hydro                | Remi Wolf         | 26,981 / 26,981   | $3,276,742           |
| 10 de mayo de 2024       | Birmingham          | Reino Unido       | Utilita Arena            | Remi Wolf         | 27,918 / 27,918   | $2,994,980           |
| 11 de mayo de 2024       | Birmingham          | Reino Unido       | Utilita Arena            | Remi Wolf         | 27,918 / 27,918   | $2,994,980           |
| 14 de mayo de 2024       | Londres             | Reino Unido       | The O2 Arena             | Remi Wolf         | 75,470 / 75,470   | $8,341,563           |
| 15 de mayo de 2024       | Londres             | Reino Unido       | The O2 Arena             | Remi Wolf         | 75,470 / 75,470   | $8,341,563           |
| 17 de mayo de 2024       | Londres             | Reino Unido       | The O2 Arena             | Remi Wolf         | 75,470 / 75,470   | $8,341,563           |
| 18 de mayo de 2024       | Londres             | Reino Unido       | The O2 Arena             | Remi Wolf         | 75,470 / 75,470   | $8,341,563           |
| 21 de mayo de 2024       | Amberes             | Bélgica           | Sportpaleis              | Remi Wolf         | 42,459 / 42,459   | $3,922,061           |
| 22 de mayo de 2024       | Amberes             | Bélgica           | Sportpaleis              | Remi Wolf         | 42,459 / 42,459   | $3,922,061           |
| 24 de mayo de 2024       | Ámsterdam           | Países Bajos      | Ziggo Dome               | Remi Wolf         | 31,569 / 31,569   | $3,076,121           |
| 25 de mayo de 2024       | Ámsterdam           | Países Bajos      | Ziggo Dome               | Remi Wolf         | 31,569 / 31,569   | $3,076,121           |
| 28 de mayo de 2024       | Fornebu             | Noruega           | Telenor Arena            | Remi Wolf         | 23,565 / 23,565   | $2,318,561           |
| 30 de mayo de 2024       | Copenhague          | Dinamarca         | Royal Arena              | Remi Wolf         | 15,525 / 15,525   | $1,709,539           |
| 1 de junio de 2024       | Berlín              | Alemania          | Uber Arena               | Remi Wolf         | 14,378 / 14,378   | $1,515,642           |
| 4 de junio de 2024       | Hamburgo            | Alemania          | Barclays Arena           | Remi Wolf         | 12,120 / 12,120   | $1,356,066           |
| 5 de junio de 2024       | Fráncfort del Meno  | Alemania          | Festhalle                | Remi Wolf         | 11,266 / 11,266   | $1,223,677           |
| 7 de junio de 2024       | Múnich              | Alemania          | Olympiahalle             | Remi Wolf         | 12,390 / 12,390   | $1,383,068           |
| 9 de junio de 2024       | Casalecchio di Reno | Italia            | Unipol Arena             | Remi Wolf         | 13,086 / 13,086   | $1,331,556           |
| 11 de junio de 2024      | Zúrich              | Suiza             | Hallenstadion            | Remi Wolf         | 13,500 / 13,500   | $2,022,872           |
| 12 de junio de 2024      | Colonia             | Alemania          | Lanxess Arena            | Remi Wolf         | 16,595 / 16,595   | $1,618,726           |
| 14 de junio de 2024      | París               | Francia           | Accor Arena              | Remi Wolf         | 32,901 / 32,901   | $2,868,469           |
| 15 de junio de 2024      | París               | Francia           | Accor Arena              | Remi Wolf         | 32,901 / 32,901   | $2,868,469           |
| 18 de junio de 2024      | Barcelona           | España            | Palau Sant Jordi         | Remi Wolf         | 17,635 / 17,635   | $1,739,374           |
| 20 de junio de 2024      | Madrid              | España            | WiZink Center            | Remi Wolf         | 15,832 / 15,832   | $1,543,275           |
| 22 de junio de 2024      | Lisboa              | Portugal          | Altice Arena             | Remi Wolf         | 37,854 / 37,854   | $3,341,191           |
| 23 de junio de 2024      | Lisboa              | Portugal          | Altice Arena             | Remi Wolf         | 37,854 / 37,854   | $3,341,191           |
| América del Norte        |                     |                   |                          |                   |                   |                      |
| 19 de julio de 2024      | Filadelfia          | Estados Unidos    | Wells Fargo Center       | PinkPantheress    | 14,902 / 14,902   | $2,438,608           |
| 20 de julio de 2024      | Washington D. C.    | Estados Unidos    | Capital One Arena        | PinkPantheress    | 14,693 / 14,693   | $2,437,106           |
| 23 de julio de 2024      | Atlanta             | Estados Unidos    | State Farm Arena         | PinkPantheress    | 13,829 / 13,829   | $1,899,981           |
| 24 de julio de 2024      | Lexington           | Estados Unidos    | Rupp Arena               | PinkPantheress    | 16,200 / 16,200   | $2,492,691           |
| 26 de julio de 2024      | Kansas City         | Estados Unidos    | T-Mobile Center          | PinkPantheress    | 13,906 / 13,906   | $2,158,193           |
| 27 de julio de 2024      | Oklahoma City       | Estados Unidos    | Paycom Center            | PinkPantheress    | 13,616 / 13,616   | $1,844,088           |
| 30 de julio de 2024      | Denver              | Estados Unidos    | Ball Arena               | PinkPantheress    | 13,758 / 13,758   | $2,141,197           |
| 31 de julio de 2024      | Salt Lake City      | Estados Unidos    | Delta Center             | PinkPantheress    | 13,162 / 13,162   | $1,895,622           |
| 2 de agosto de 2024      | San Francisco       | Estados Unidos    | Chase Center             | PinkPantheress    | 27,939 / 27,939   | $4,557,754           |
| 3 de agosto de 2024      | San Francisco       | Estados Unidos    | Chase Center             | PinkPantheress    | 27,939 / 27,939   | $4,557,754           |
| 6 de agosto de 2024      | Seattle             | Estados Unidos    | Climate Pledge Arena     | PinkPantheress    | 30,654 / 30,654   | $5,357,638           |
| 7 de agosto de 2024      | Seattle             | Estados Unidos    | Climate Pledge Arena     | PinkPantheress    | 30,654 / 30,654   | $5,357,638           |
| 9 de agosto de 2024      | Vancouver           | Canadá            | Rogers Arena             | PinkPantheress    | 15,661 / 15,661   | $1,880,670           |
| 10 de agosto de 2024     | Portland            | Estados Unidos    | Moda Center              | PinkPantheress    | 14,387 / 14,387   | $1,993,924           |
| 13 de agosto de 2024     | Inglewood           | Estados Unidos    | Kia Forum                | The Breeders      | 58,669 / 58,669   | $9,828,163           |
| 14 de agosto de 2024     | Inglewood           | Estados Unidos    | Kia Forum                | The Breeders      | 58,669 / 58,669   | $9,828,163           |
| 16 de agosto de 2024     | Inglewood           | Estados Unidos    | Kia Forum                | The Breeders      | 58,669 / 58,669   | $9,828,163           |
| 17 de agosto de 2024     | Inglewood           | Estados Unidos    | Kia Forum                | The Breeders      | 58,669 / 58,669   | $9,828,163           |
| 20 de agosto de 2024     | Inglewood           | Estados Unidos    | Intuit Dome              | The Breeders      | 31,181 / 31,181   | $5,717,015           |
| 21 de agosto de 2024     | Inglewood           | Estados Unidos    | Intuit Dome              | The Breeders      | 31,181 / 31,181   | $5,717,015           |
| Asia                     |                     |                   |                          |                   |                   |                      |
| 15 de septiembre de 2024 | Pak Kret            | Tailandia         | Impact Arena             | —                 | 25,797 / 25,797   | $3,711,573           |
| 16 de septiembre de 2024 | Pak Kret            | Tailandia         | Impact Arena             | —                 | 25,797 / 25,797   | $3,711,573           |
| 20 de septiembre de 2024 | Seúl                | Corea del Sur     | Jamsil Arena             | —                 | 23,851 / 23,851   | $2,740,513           |
| 21 de septiembre de 2024 | Seúl                | Corea del Sur     | Jamsil Arena             | —                 | 23,851 / 23,851   | $2,740,513           |
| 24 de septiembre de 2024 | Hong Kong           | China             | AsiaWorld-Arena          | —                 | 11,831 / 11,831   | $1,821,586           |
| 27 de septiembre de 2024 | Tokio               | Japón             | Ariake Arena             | —                 | 24,555 / 24,555   | $2,479,943           |
| 28 de septiembre de 2024 | Tokio               | Japón             | Ariake Arena             | —                 | 24,555 / 24,555   | $2,479,943           |
| 1 de octubre de 2024     | Singapur            | Singapur          | Singapore Indoor Stadium | —                 | 20,263 / 20,263   | $2,598,801           |
| 2 de octubre de 2024     | Singapur            | Singapur          | Singapore Indoor Stadium | —                 | 20,263 / 20,263   | $2,598,801           |
| 5 de octubre de 2024     | Bocaue              | Filipinas         | Philippine Arena         | —                 | 48,829 / 48,829   | $1,222,691           |
| Oceanía                  |                     |                   |                          |                   |                   |                      |
| 9 de octubre de 2024     | Melbourne           | Australia         | Rod Laver Arena          | Benee             | 57,130 / 57,130   | $6,809,897           |
| 10 de octubre de 2024    | Melbourne           | Australia         | Rod Laver Arena          | Benee             | 57,130 / 57,130   | $6,809,897           |
| 13 de octubre de 2024    | Melbourne           | Australia         | Rod Laver Arena          | Benee             | 57,130 / 57,130   | $6,809,897           |
| 14 de octubre de 2024    | Melbourne           | Australia         | Rod Laver Arena          | Benee             | 57,130 / 57,130   | $6,809,897           |
| 17 de octubre de 2024    | Sídney              | Australia         | Qudos Bank Arena         | Benee             | 62,744 / 62,744   | $7,197,262           |
| 18 de octubre de 2024    | Sídney              | Australia         | Qudos Bank Arena         | Benee             | 62,744 / 62,744   | $7,197,262           |
| 21 de octubre de 2024    | Sídney              | Australia         | Qudos Bank Arena         | Benee             | 62,744 / 62,744   | $7,197,262           |
| 22 de octubre de 2024    | Sídney              | Australia         | Qudos Bank Arena         | Benee             | 62,744 / 62,744   | $7,197,262           |
| América Latina           |                     |                   |                          |                   |                   |                      |
| 21 de marzo de 2025      | Santiago de Chile   | Chile             |                          |                   |                   |                      |
| 23 de marzo de 2025      | Buenos Aires        | Argentina         |                          |                   |                   |                      |
| 26 de marzo de 2025      | Curitiba            | Brasil            | Estádio Couto Pereira    | St. Vincent       | —                 | —                    |
| 28 de marzo de 2025      | São Paulo           |                   |                          | St. Vincent       |                   |                      |
| 30 de marzo de 2025      | Bogotá              |                   |                          | St. Vincent       |                   |                      |
| 2 de abril de 2025       | Ciudad de México    | México            | Estadio GNP Seguros      | St. Vincent       | —                 | —                    |
| 3 de abril de 2025       | Ciudad de México    | México            | Estadio GNP Seguros      | St. Vincent       | —                 | —                    |
| 6 de abril de 2025       | Monterrey           |                   |                          |                   |                   |                      |
| Europa                   |                     |                   |                          |                   |                   |                      |
| 7 de junio de 2025       | Nueva York          |                   |                          |                   |                   |                      |
| 21 de junio de 2025      | Landgraaf           |                   |                          |                   |                   |                      |
| 24 de junio de 2025      | Dublín              | Irlanda           | Marlay Park              | Beabadoobee       | —                 | —                    |
| 27 de junio de 2025      | Londres             | Reino Unido       |                          |                   |                   |                      |
| 29 de junio de 2025      | Pilton              | Reino Unido       |                          |                   |                   |                      |
| 30 de junio de 2025      | Mánchester          | Reino Unido       | Co-op Live               | —                 | —                 | —                    |
| 1 de julio de 2025       | Mánchester          | Reino Unido       | Co-op Live               | —                 | —                 | —                    |
| 4 de julio de 2025       | Roskilde            |                   |                          |                   |                   |                      |
| 6 de julio de 2025       | Werchter            |                   |                          |                   |                   |                      |
| 10 de julio de 2025      | Oeiras              |                   |                          |                   |                   |                      |
| 12 de julio de 2025      | Madrid              |                   |                          |                   |                   |                      |
| 15 de julio de 2025      | Milán               |                   |                          |                   |                   |                      |
| 18 de julio de 2025      | París               |                   |                          |                   |                   |                      |
| 1 de agosto de 2025      | Chicago             |                   |                          |                   |                   |                      |
|                          |                     |                   |                          |                   |                   |                      |
| Total                    | Total               | Total             | Total                    | Total             | —                 | —                    |